# علیار کندی
علیار کندی، روستایی در دهستان باروق بخش مرکزی شهرستان باروق در استان آذربایجان غربی ایران است.

## جمعیت
بر پایه سرشماری عمومی نفوس و مسکن در سال ۱۳۹۵، جمعیت این روستا برابر با ۳۷۸ نفر (۱۱۳ خانوار) بوده است.